# 登廷峰
登廷峰（英語：Dentine Peak），是南極洲的山峰，位於維多利亞地的彭內爾海岸，屬於鮑爾斯山脈中莫勒山的一部分，海拔高度2,210米，現時由南極條約體系管理。